# La scure di guerra del capo Sioux
La scure di guerra del capo Sioux (The Lawless Eighties) è un film del 1957 diretto da Joseph Kane.
È un film western statunitense con Buster Crabbe, John Smith e Marilyn Saris.  È basato sul romanzo del 1948 Brother Van, a Biography of the Rev. William Wesley Van Orsdel di Alson Jesse Smith, un predicatore evangelista della Pennsylvania.

## Produzione
Il film, diretto da Joseph Kane su una sceneggiatura di Kenneth Gamet con il soggetto di Alson Jesse Smith (autore del romanzo), fu prodotto da Rudy Ralston (fratello di Vera Ralston) per la Ventura Pictures Corporation (società indipendente di Ralston e Kane). I titoli di lavorazione furono Brother Van e Showdown in Deadwood.

## Distribuzione
Il film fu distribuito con il titolo The Lawless Eighties negli Stati Uniti dal 31 maggio 1957 dalla Republic Pictures.
Altre distribuzioni:
- in Germania Ovest il 24 luglio 1959 (Im Schatten der Schlinge)
- in Italia (La scure di guerra del capo Sioux)

## Promozione
Le tagline sono:
- "BRAVE WOMEN AND FIGHTING MEN WHO CONQUERED A VIOLENT LAND! ".
- "VIOLENCE EXPLODES! As white men plot an Indian uprising! ".
- "VIOLENCE EXPLODES As the West comes to life in exciting ACTION! ".